# EC São Bento
Der EC São Bento ist ein Fußballverein aus Sorocaba im brasilianischen Bundesstaates São Paulo. Der Klub wurde 1913 gegründet.

## Geschichte

### Gründung
Zu Beginn des 20. Jahrhunderts gab es in Sorocaba bereits einige Fußballklubs, darunter SC Savóia, SC Sorocabano und Fortaleza Clube. Im Barrio Além Ponte, einem Ort, an dem viele Familien spanischer Einwanderer lebten, entstand 1905 der Club Athletico Chapeiros. Sponsor des Klubs war der Hutfabrikant Souza Pereira. Dieser verstarb 1913 im Zuge einer Gelbfieberepidemie und der Klub erlosch. Aufgrund dessen gründeten am 14. September 1913 ehemalige Mitglieder des Klubs und Mitarbeiter der Fabrik Ferreira e Cia zusammen und gründeten den Sorocaba Athletic Club.
Bereits einen Monat später erfolgte die Umbenennung des Klubs in Esporte Clube São Bento. Gemäß der Information zur Klubgeschichte auf der Internetseite von São Bento, gibt es zwei Theorien zum neuen Namen. Eine Annahme beruht darauf, dass der Klub sich auf den damals erfolgreichen Klub AA São Bento bezog, welcher ebenfalls die Klubfarben blau-weiß trug. Eine andere, dass der Klub auf der Rückseite des São Bento-Klosters in der Stadt trainierte.

### Profifußball

#### Anfänge

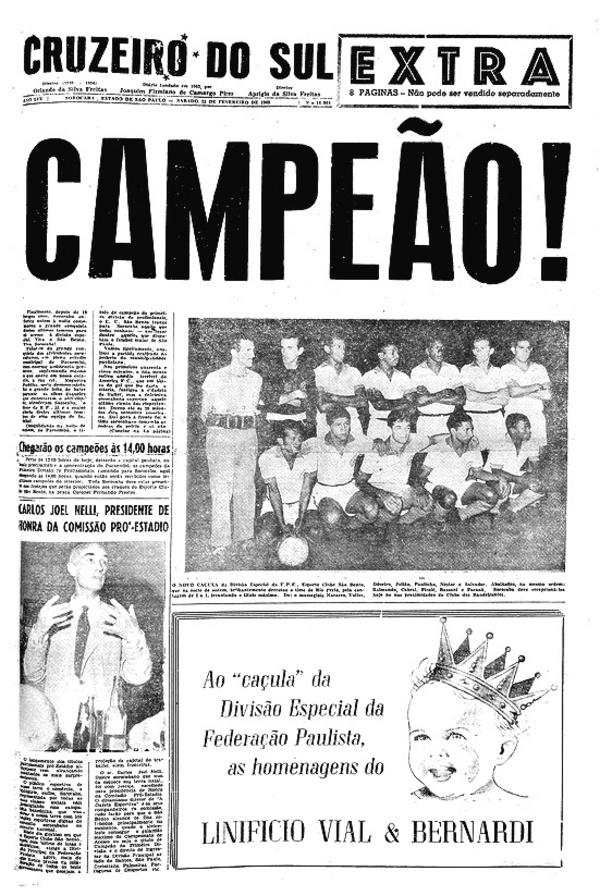
Zeitungsausschnitt Meisterschaft 1962

1953 begann der Klub professionell im Fußball anzutreten. In dem Jahr trat São Bento erstmals in der Série A2 der Staatsmeisterschaft von São Paulo an. Den Wettbewerb schloss man als Tabellensechster von sieben in der dritten Gruppe mit 9 Punkten (Zwei-Punkte Regel) aus zwölf Spielen ab. 1962 gelang dem Klub die Meisterschaft in dem Wettbewerb, nachdem man sich in drei Finalspielen gegen den América FC (SP) durch setzte. Die Spiele endeten 0:0, 1:1 und 2:1. Das entscheidende Tor im dritten Spiel am 23. Februar 1963 fiel erst in der 102. Minute. Die Meisterschaft war gleichbedeutend mit dem Aufstieg in die Série A 1963 der Staatsmeisterschaft, 50 Jahre nach Gründung des Klubs.
1979 wurde auf Entscheidung der Militärregierung die Teilnehmerzahl an der ersten Liga auf 94 erhöht. São Bento erhielt dadurch die Möglichkeit in der Saison das erste Mal an dem Wettbewerb teilzunehmen. Hier erreichte man den 15. Platz.
1981 und 1983 nahm der Klub an der Austragung der Série B teil.
Der Klub blieb 29 Jahre in der Série A der Staatsmeisterschaft. Nach der Saison 1991 musste wieder in die Série A2 absteigen. Hier verblieb der Klub 1992 und 1993. Aufgrund von Regeländerungen erfolgte zur Saison 1994 ein weiterer Abstieg in die Série A3.

#### 2001 bis 2020
Erst 2001 gelang São Bento als Meister wieder der Aufstieg in die Série A2. Vier Jahre später erreichte der Klub die erneute Qualifikation für die Série A1. Nach Abschluss der Staatsmeisterschaft 2005 stand São Bento als einer der vier Aufsteiger in die Série A für 2006 fest. Die Saison konnte man sich als Elfter in der Liga halten, musste aber nach der Austragung 2007 als 18. wieder in die Série A2 absteigen. In der Liga verblieb der Klub bis 2011, dann erfolgte der erneute Abstieg in die Série A3. Mit dem Gewinn der Meisterschaft in der Série A3 2013 gelang São Bento im Jahr eines hundertjährigen Bestehens der Wiederaufstieg in die Série A2 für 2014. Dem Klub gelang der direkte Durchmarsch in die Série A1 für 2015, indem er sich am letzten Spieltag der Saison am 12. April 2014 mit einem Auswärtssieg den dritten Tabellenplatz sicherte. Sein gutes Abschneiden in der Staatsmeisterschaft 2016, qualifizierte São Bento für die nationale Ebene in der Série D 2016. Das Turnier schloss der Klub als Dritter ab und sicherte sich einen Startplatz für die Série C 2017. Ebenso befähigte das Abschneiden in der Staatsmeisterschaft erstmals zur Teilnahme am Copa do Brasil für 2017. In dem Wettbewerb schied der Klubs bereits in der ersten Runde nach einem 1:1 gegen den Paraná Clube aus. Dafür gelang der Mannschaft das Erreichen des dritten Tabellenplatzes in der Série C. Die Platz genügte dem Klub um 2018 an der Série B teilzunehmen. São Bento musste nach Abschluss der Staatsmeisterschaft in dieser wieder in die Série A2 absteigen. Auch nach Abschluss der Série B 2019 musste der Klub als 18. für 2020 in die Série C absteigen. Das Auftreten in der Série C als neunter der Gruppe B und insgesamt Tabellenachtzehnter ab. Dadurch musste der Klub für die Saison 2021 in die Série D absteigen.

## Logo und Flagge
Das Vereinslogo veränderte sich im Zuge der Jahre. Die letzte Anpassung erfolgte 2016, bei welcher die Krone über dem Logo in ihrer Struktur leicht verändert wurde.

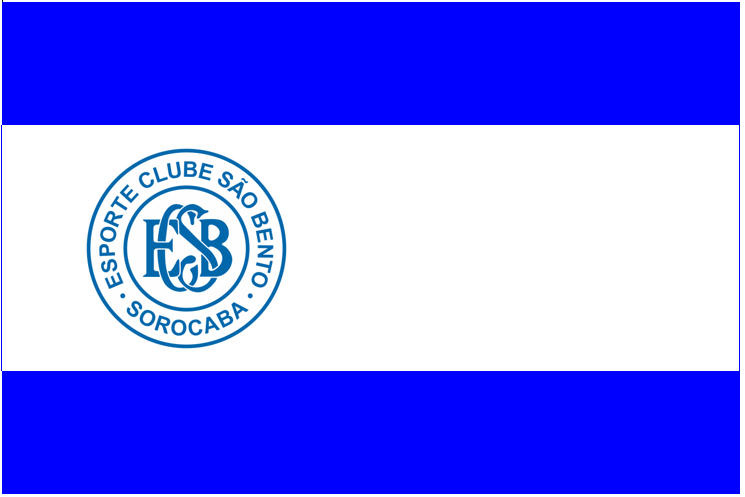
Klubflagge

Die Klubflagge ist blau-weiß gestreift. Drei Streifen blau, weiß, blau und das Klublogo im mittleren Streifen.

## Maskottchen

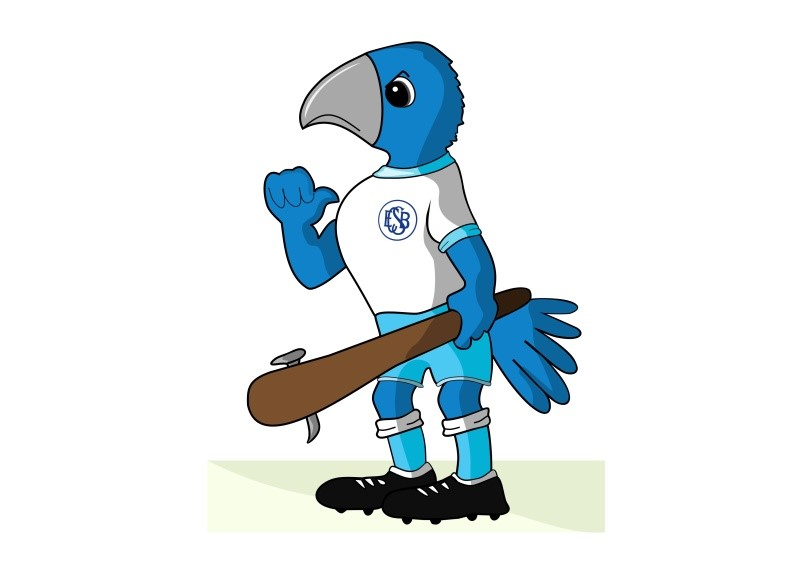
Maskottchen

Das erste Maskottchen des Klubs war der Heilige São Bento. Dieses konnte man gedruckt Zeitschriften der 60er Jahre sehen. Am 3. März 1968 veröffentlichte die Zeitung Cruzeiro do Sul die Figur des Ultramarinbischof mit einer Keule, der zum Symbol des São Bento werden sollte. Die Zeichnung stammt vom Karikaturisten Pedro Gonçalves, Pinochio. Diese Vogelzeichnung erhielt den Namen Tira-Prosa.

## Erfolge

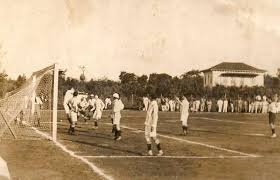
Spielszene Erster Pokal 1917

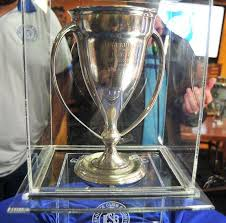
Taça Pierrot Pokal

Der erste Erfolg gelang dem Klub am 23. September 1917 im Taça Pierrot gegen EC XV de Novembro (Piracicaba). Es war ein Wettbewerb über zwei Spiele. Für den Sieger eines jeden Spiels wurde von der Luxuszigarettenfirma Trapani & Cia aus São Paulo ein Pokal gestiftet. Das erste Spiel gewann São Bento mit 1:0. Das zweite Spiel am 23. September endete 2:2-Unentschieden. Der Klub ist noch immer im Besitz des aus dem ersten Spiel gewonnenen Pokals.
- Staatsmeisterschaft von São Paulo Série A2: 1962
- Campeonato Paulista do Interior de Futebol: 1963, 1965, 1966, 2016
- Taça Estado de São Paulo: 1985
- Staatsmeisterschaft von São Paulo Série A3: 2001, 2013
- Staatspokal von São Paulo: 2002